# Saint-André-de-Chalencon
Saint-André-de-Chalencon (AFI: [sɛ̃.t‿ɑ̃dʁe də ʃalɑ̃kɔ̃], in occitano: Sent Andrieu de Chalencon) è un comune francese di 375 abitanti situato nel dipartimento dell'Alta Loira della regione dell'Alvernia-Rodano-Alpi.
Il territorio comunale è bagnato dalle acque del fiume Ance.

## Società

### Evoluzione demografica
Abitanti censiti